# Піктограма

Символ реутилізації ресурсів

Піктограма (від лат. pictus — мальований і грец. γράμμα — письмовий знак, риска, лінія) — умовний малюнок із зображенням будь-яких дій, явищ, предметів і т. д. Піктограми походять із давніх часів, де їх використовували на письмі.